# Fontanézie
Fontanézie (Fontanesia), česky též bezucha, je rod rostlin z čeledi olivovníkovité (Oleaceae). Zahrnuje 2 druhy opadavých keřů, rozšířených v Číně, jihozápadní Asii a na Sicílii. Fontanézie jsou keře podobné ptačímu zobu, mají jednoduché vstřícné listy a drobné bělavé květy. Jejich okrasná hodnota není velká a pěstují se spíše jako sbírkové dřeviny.

## Popis
Fontanézie jsou opadavé keře (někdy až malé stromy) s jednoduchými vstřícnými listy. Dorůstají výšky až několika metrů. Mladé větévky jsou čtyřhranné. Listy jsou přisedlé nebo krátce řapíkaté, podlouhle kopinaté, celokrajné nebo na okraji drobně pilovité. Květy jsou drobné, bělavé, stopkaté, uspořádané v úžlabních nebo vrcholových latách nebo hroznech. Kalich i koruna jsou čtyřčetné. Korunní lístky jsou na bázi srostlé. Tyčinky jsou 2 a jsou přirostlé ke spodní části koruny. Semeník obsahuje 2 komůrky, v každé z nich jsou 2 vajíčka. Na vrcholu semeníku je vytrvalá čnělka nesoucí dvouramennou bliznu. Kvetou v květnu až červnu. Plod je plochý, křídlatý, typu samara, někdy označovaný jako křídlatý oříšek.
Fontanézie vzhledem poněkud připomínají ptačí zob (Ligustrum), od něhož se liší zejména typem plodů.

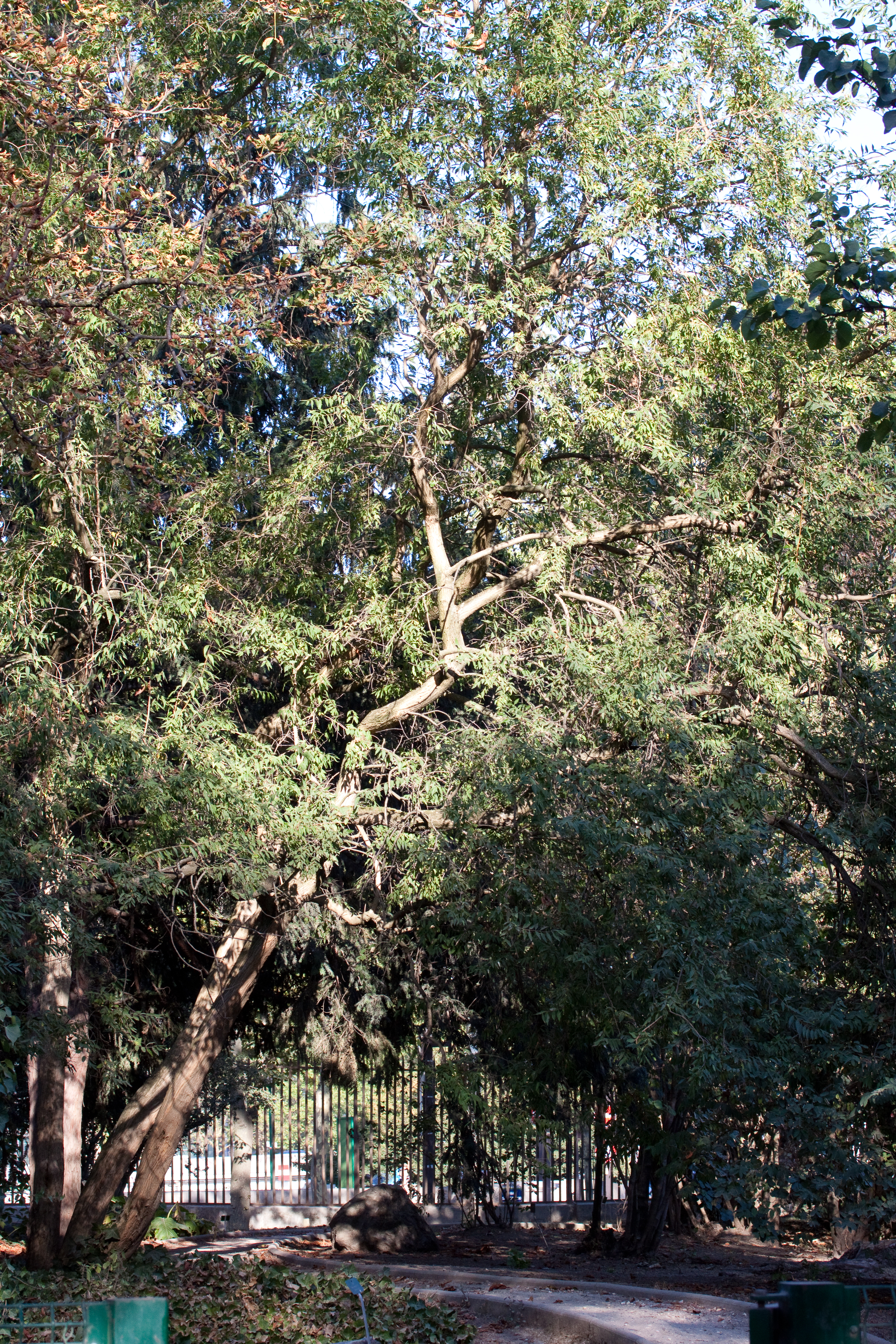
Vzrostlý exemplář fontanézie Fortunovy
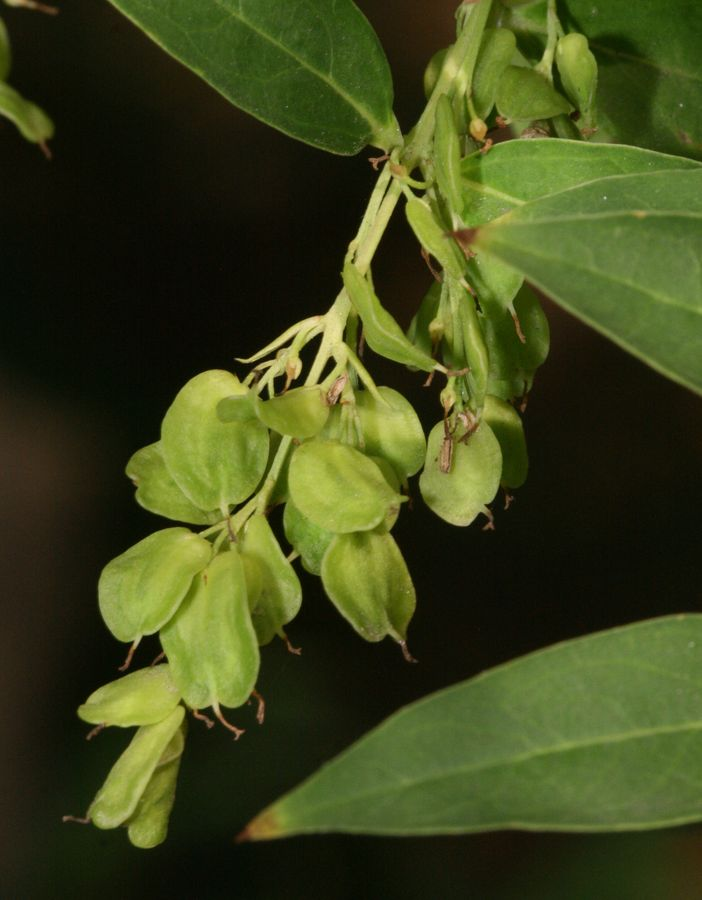
Detail nedozrálých plodů fontanézie Fortunovy

## Rozšíření
Rod fontanézie zahrnuje pouze 2 druhy. Fontanézie Fortunova (Fontanesia fortunei) roste ve východní Číně v nadmořských výškách do 800 metrů.
Fontanézie jamovcovitá (Fontanesia phillyreoides) se vyskytuje v jihozápadní Asii na území Turecka, Izraele a Sýrie a na Sicílii, což je jediná evropská lokalita tohoto druhu.

## Zástupci
- fontanézie Fortunova (Fontanesia fortunei)
- fontanézie jamovcovitá (Fontanesia phillyreoides)

## Význam
Fontanézie mají spíše sbírkový význam a jejich okrasná hodnota není velká.
Oba druhy fontanézie jsou pěstovány v českých botanických zahradách a arboretech. Jsou uváděny např. ze sbírek Dendrologické zahrady v Průhonicích, Pražské botanické zahrady v Tróji nebo z Průhonického parku.

## Pěstování
Fontanézie se pěstují podobně jako ptačí zob. Prospívají na výsluní i v polostínu a spokojí se s běžnou zahradní půdou. V chladnějších polohách je vhodný zimní kryt. Množí se řízkováním.